# Pteroscion peli
Pteroscion peli är en fiskart som först beskrevs av Bleeker, 1863.  Pteroscion peli ingår i släktet Pteroscion och familjen havsgösfiskar. Inga underarter finns listade i Catalogue of Life.